# Frei Miguelinho
Frei Miguelinho é um município brasileiro do estado de Pernambuco.

## História
Localizada em terras de antigas sesmarias concedidas no século XVII, Olho d’Água de Onça (antiga denominação de Frei Miguelinho), teve seu início de povoamento nas proximidades do Riacho Topada, afluente do Rio Capibaribe. O nome Olho d'Água da Onça provém da tradição local, segundo a qual o fazendeiro José Tomé de Moura encontrou suas reses extraviadas em um local próximo a uma fonte natural, frequentada por onças ferozes, estabelecendo-se ali.
Distrito do município de Vertentes, recebeu sua atual denominação em homenagem ao herói-mártir da Revolução Pernambucana, de 1817, Miguel Joaquim de Almeida Castro (morador da localidade por breve período), através da Lei Estadual nº 1.931 de 11 de setembro de 1928.
Sua emancipação ocorreu em 20 de dezembro de 1963, através da Lei Estadual nº 4.977, desmembrando-o de Vertentes.

## Geografia
Formação Administrativa 
O município de Frei Miguelinho se divide de 3 importantes distritos juntamente com a sede, sendo eles Lagoa de João Carlos, Nova Capivara e Placa, ainda em mais 5 povoados sendo eles: Valdemar Lima(Topada), Patos, Algodão do Manso, Chã do Carmo e Chã Grande.